# Desa Ampeldento (administrativ by i Indonesien, lat -7,91, long 112,60)
Desa Ampeldento är en administrativ by i Indonesien.   Den ligger i provinsen Jawa Timur, i den västra delen av landet, 700 km öster om huvudstaden Jakarta.